# Odontopera mediorufa
Odontopera mediorufa là một loài bướm đêm trong họ Geometridae.